# يون جون-سونغ
يون جون-سونغ (الكورية: 윤준성) هو لاعب كرة قدم كوري جنوبي في مركز الدفاع، ولد في 28 سبتمبر 1989 في كوريا الجنوبية. لعب مع بوهانغ ستيلرز.

## وصلات خارجية
- يون جون-سونغ على موقع دوري كوريا الجنوبية (الإنجليزية)
- يون جون-سونغ على موقع Soccerway.com (الإنجليزية)